# Paul E. P. Deraniyagala
Paules Edward Pieris Deraniyagala (1900 – 1976) è stato un paleontologo, zoologo e artista singalese.
Era specializzato nello studio della fauna e dei fossili umani del subcontinente indiano. Tra il 1939 ed il 1963 è stato Direttore del Museo Nazionale di Ceylon, e tra il 1961 ed il 1964 è anche stato Decano della Facoltà di Arte alla Vydodaya University. Era sposato con Prini Molamure. Loro figlio, il Dott. Siran Upendra Deraniyagala è anche un famoso scienziato, specializzando in archeologia.
Tra i fossili e le specie che ha descritto, troviamo:
- I cannibali di Balangoda, Homo sapiens balangodensis.
- Il leone estinto dello Sri Lanka (Leo leo sinhaleyus 1939)
- Il gaur estinto dello Sri Lanka (Bos gaurus sinhaleyus 1962)
- L'ippopotamo estinto dello Sri Lanka (Hexaprotodon sinhaleyus 1937)
- Il rinoceronte estinto dello Sri Lanka (Rhinoceros sinhaleyus 1936)
- Il rinoceronte estinto dello Sri Lanka (Rhinoceros kagavena 1956)
- La balena dal becco di Deraniyagala (Mesoplodon hotaula 1963)

Ha anche descritto una presunta sottospecie Africana di tigre Panthera tigris sudanensis, 1951.